# Shaku (đơn vị)
Shaku (Nhật: 尺 (Thước)) hoặc thước Nhật Bản hay feet Nhật Bản là một đơn vị đo độ dài của Nhật Bản có nguồn gốc (nhưng khác cách dùng) từ Thước của Trung Quốc, ban đầu dựa trên khoảng cách đo bằng một bàn tay con người từ đầu ngón tay cái vào đỉnh của ngón trỏ. Theo truyền thống, chiều dài thay đổi theo vị trí hoặc sử dụng, nhưng nó bây giờ đang được chuẩn hóa như 10/33 mét 30,3 xentimét hay 11,9 inch

## Ngữ nguyên trong tiếng Anh
Shaku bắt đầu được đưa vào tiếng Anh vào đầu thế kỷ 18, phiên bản La Mã hóa cách đọc tiếp theo của nhân vật Japanese foot (尺 shaku) cho Japanese foot (尺 shaku).

## Sử dụng tại Nhật Bản
Các Shaku đã được chuẩn hóa bằng 10/33 mét 30,3 xentimét hay 11,9 inch kể từ năm 1891. Điều này có nghĩa là 3,3 shaku bằng một mét. Việc sử dụng đơn vị cho mục đích chính thức đã bị cấm vào ngày 31 tháng 3 năm 1966, mặc dù nó vẫn được sử dụng trong nghề mộc truyền thống của Nhật Bản và một số lĩnh vực khác. Sáo trúc truyền thống của Nhật Bản được gọi là shakuhachi ("shaku và tám") có tên từ chiều dài của một shaku và tám sun. Tương tự, koku vẫn được sử dụng trong ngành thương mại gỗ xẻ của Nhật Bản.
Theo cách nói của truyền thông Nhật Bản, shaku dùng để chỉ thời gian trên màn hình, tức là lượng thời gian ai đó hoặc thứ gì đó được hiển thị trên màn hình.

## Đơn vị phát sinh

### Chiều dài
Cũng giống như với đơn vị Trung Quốc, shaku được chia thành mười đơn vị nhỏ hơn, được gọi là sun (寸 sun)  trong tiếng Nhật và mười shaku cùng nhau tạo thành một đơn vị lớn hơn được gọi bằng tiếng Nhật là jō (丈 jō). Người Nhật cũng có một đơn vị dẫn xuất thứ ba, ken, bằng 6 shaku; điều này đã được sử dụng rộng rãi trong kiến trúc truyền thống của Nhật Bản như khoảng cách giữa các trụ cột trong các đền thờ Phật giáo và đền thờ Thần đạo.

### Thể tích
Mười shaku khối bao gồm một koku, được coi là lượng gạo cần thiết để duy trì một nông dân trong một năm.